# Athgarvan
Athgarvan är en ort i republiken Irland.   Den ligger i grevskapet Kildare och provinsen Leinster, i den centrala delen av landet, 40 km sydväst om huvudstaden Dublin. Athgarvan ligger 113 meter över havet och antalet invånare är 1 016.
Terrängen runt Athgarvan är platt.Runt Athgarvan är det ganska tätbefolkat, med 58 invånare per kvadratkilometer. Närmaste större samhälle är Droichead Nua, 3,2 km norr om Athgarvan. Trakten runt Athgarvan består i huvudsak av gräsmarker.